# Bartolomeo Atticiati
Bartolomeo Atticciati (Firenze, ... – ...; fl. XVI secolo) è stato un intagliatore italiano, attivo in Toscana.
Bartolomeo Atticiati ( o Alticciati) era nipote di un altro intagliatore Domenico Atticciati. Bartolomeo lo aiutò a realizzare il grandioso soffitto a cassettoni in legno dipinto dorato del Duomo di Pisa.